# 딩월

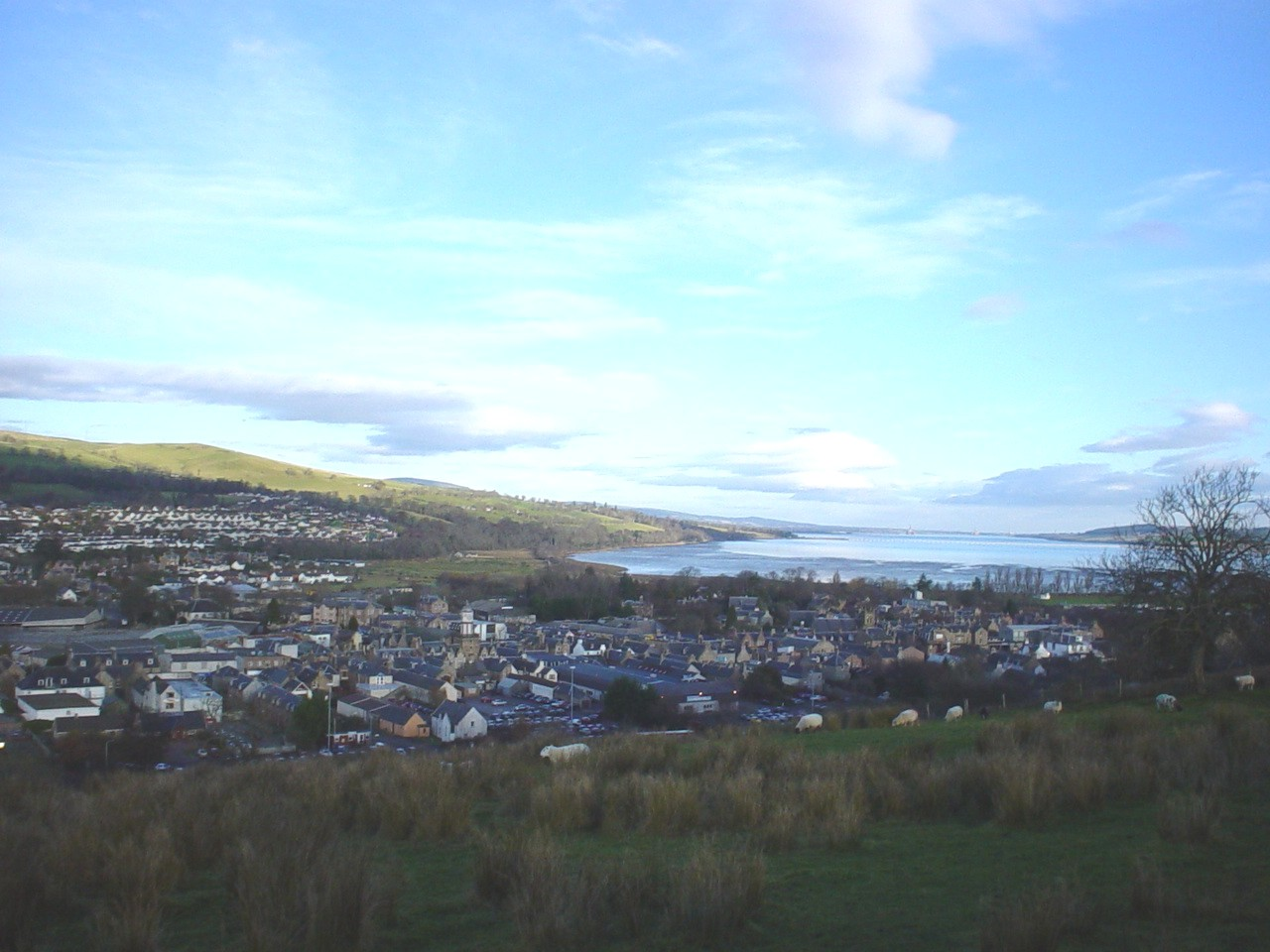
딩월

딩월(영어: Dingwall, 스코트어: Dingwal, 스코틀랜드 게일어: Inbhir Pheofharain)은 스코틀랜드 하일랜드의 도시로 인구는 5,491명(2011년 기준)이다.